# Louis Wilke
Louis G. Wilke (Chicago, 10 ottobre 1896 – Chicago, 28 febbraio 1962) è stato un allenatore di pallacanestro, allenatore di football americano e dirigente sportivo statunitense, membro del Naismith Memorial Basketball Hall of Fame dal 1983 in qualità di contributore.

## Carriera
Dopo aver allenato a livello di high school e Amateur Athletic Union (AAU), ha ricoperto diversi incarichi all'interno di organismi cestistici nazionali ed internazionali. È stato membro dell'"AAU Basketball Committee", del Comitato Olimpico degli Stati Uniti, del "FIBA Rules Committee" (fu vicepresidente nel 1962).
Fu il capo delegazione per la pallacanestro statunitense alle Olimpiadi 1948.